# Rethymno (Regionalbezirk)

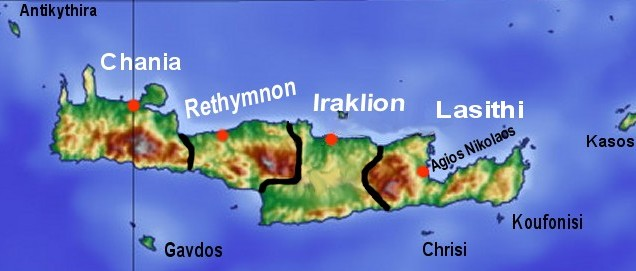
Die Regionalbezirke von Kreta

Der Regionalbezirk Rethymno (griechisch Περιφερειακή Ενότητα Ρεθύμνου Periferiakí Enótita Rethýmnou) ist einer der vier Regionalbezirke der griechischen Region Kreta mit dem Hauptort Rethymno.
Das Gebiet des Regionalbezirks Rethymno liegt zwischen Chania im Westen und Iraklio im Osten im westlichen Teil der Region Kreta.
Topographisch umfasst der Regionalbezirk das Gebiet östlich der Lefka Ori (Weiße Berge) bis zum Übergang des Psiloritis-Massivs (auch Ida-Gebirge) in die Messara-Ebene. Der 2456 Meter hohe Psiloritis, der höchste Gipfel Kretas, liegt damit auf dem Gebiet des Regionalbezirks. Außer den unbewohnten Paximadia-Inseln in der Messara-Bucht gehören keine weiteren Inseln zu Rethymno.

## Verwaltungsstruktur
Die Region Kreta bildet eine der 13 Regionen (Ez. periféria περιφέρεια) Griechenlands und gliedert sich in vier Regionalbezirke, die den Gebieten der ehemaligen Präfekturen bis 2010 entsprechen. Proportional zu deren Einwohnerzahl entsenden sie eine bestimmte Anzahl Abgeordneter in den 45-köpfigen Regionalrat.
Eine Präfektur Rethymno wurde nach dem Anschluss Kretas an Griechenland 1915 als Präfektur eingerichtet und umfasste anfangs auch die Provinz Sfakia (Επαρχία Σφακίων Eparchía Sfakíon), die 1925 der Präfektur Chania angeschlossen wurde. Mit der griechischen Verwaltungsreform 2010 wurden die Präfekturen abgeschafft und deren Kompetenzen auf die Region und die zahlenmäßig stark verringerten Gemeinden aufgeteilt. Seither existiert das Gebiet als Regionalbezirk weiter fort, der sechs Abgeordnete in den kretischen Regionalrat entsendet, darüber hinaus jedoch keine politische Bedeutung hat. Der Regionalbezirk Rethymno umfasst fünf Gemeinden.
| Gemeinde                | griechischer Name                            | Code | Fläche (km²) | Einwohner 2011 | Einwohner 2021 | Lage |  |
| ----------------------- | -------------------------------------------- | ---- | ------------ | -------------- | -------------- | ---- |  |
| Rethymno                | Δήμος Ρεθύμνου (Dímos Rethýmnou)             | 7301 | 393,920      | 55.525         | 57.216         |      |  |
| Agios Vasilios          | Δήμος Αγίου Βασιλείου (Dímos Agíou Vasilíou) | 7302 | 358,593      | 07.427         | 07.018         |      |  |
| Amari                   | Δήμος Αμαρίου (Dímos Amaríou)                | 7303 | 278,848      | 05.915         | 05.572         |      |  |
| Anogia                  | Δήμος Ανωγείων (Dímos Anogíon)               | 7304 | 102,105      | 02.379         | 02.240         |      |  |
| Mylopotamos             | Δήμος Μυλοποτάμου (Dímos Mylopotámou)        | 7305 | 360,584      | 14.363         | 12.820         |      |  |
| Regionalbezirk Rethymno | Regionalbezirk Rethymno                      | 73   | 1494,050     | 85.609         | 84.866         |      |  |